# Karsten Friedrich Hoppenstedt
Karsten Friedrich Hoppenstedt (* 6. April 1937 in Osnabrück) ist ein deutscher Politiker (CDU). Er war von 1989 bis 1999 und erneut von 2004 bis 2009 Mitglied des Europäischen Parlaments.

## Leben und Beruf
Hoppenstedt absolvierte ein Studium der Veterinärmedizin in Gießen, Wien und Hannover, das er 1964 mit der Erteilung der Approbation abschloss. 1965 erfolgte seine Promotion zum Dr. med. vet an der Tierärztlichen Hochschule Hannover mit der Arbeit „Vergleichende Untersuchungen zur Diagnostik der Geflügeltuberkulose mit Hilfe der Frischblutschnellagglutination und der Tuberkulinkehllappenprobe im Einzugsgebiet des Tiergesundheitsamtes Hannover. Unter besonderer Berücksichtigung des Verseuchungsgrades mit Tuberkulose“. Hoppenstedt war von 1964 bis 1989 als niedergelassener Tierarzt tätig.
Von 1999 bis 2004 war er Repräsentant der WestLB in Brüssel.
Karsten Hoppenstedt ist verheiratet und hat vier Kinder. Er ist Bruder von Dietrich H. Hoppenstedt und somit Onkel von Hendrik Hoppenstedt.

## Abgeordneter
Hoppenstedt gehörte erstmals von 1989 bis 1999 dem Europaparlament an. In dieser Zeit war er dort medienpolitischer Sprecher der EVP-Fraktion sowie Koordinator der EVP-Fraktion im Unterausschuss Währung. 
Von 2004 bis 2009 war er erneut Mitglied des Europäischen Parlaments. Hoppenstedt war dort kommunalpolitischer Sprecher der CDU/CSU-Gruppe und gehörte dem Ausschuss für Wirtschaft und Währung an.

## Öffentliche Ämter
Hoppenstedt war von 1974 bis 2005 Bürgermeister der Stadt Burgwedel und von 1981 bis 1989 Landrat des Landkreises Hannover.

## Gesellschaftliche Ämter
Von 1987 bis 1992 war Hoppenstedt stellvertretender Vorsitzender des Verwaltungsrates der Kreissparkasse Hannover und von 1986 bis 1992 Vorsitzender bzw. stellvertretender Vorsitzender des Rundfunkrates des Norddeutschen Rundfunks (NDR). Von 1992 bis 1993 gehörte er außerdem dem Programmbeirat des Europäischen Kulturkanals ARTE an.
Seit 1997 ist Hoppenstedt Mitglied im Präsidium des Niedersächsischen Städte- und Gemeindebundes und seit 2001 auch Stellvertretender Vorsitzender des Europaausschusses des Deutschen Städte- und Gemeindebundes.